# Josep Maria Nadal
Josep Maria Nadal Farreras (Gerona, 1949) es un Catedrático de Historia de la Lengua en la Universidad de Gerona.
Doctor en Filología Hispánica por la Universidad Autónoma de Barcelona (1975), graduado en Filología Románica y catedrático de Universidad desde 1987. En sus inicios trabajó durante dieciséis años en la Universidad Autónoma de Barcelona donde destacó en diversos cargos de gestión y fue uno de los promotores de la creación de la Universidad de Gerona, que fue creada en diciembre de 1991. Fue nombrado rector de esta nueva universidad desde sus inicios en 1993 hasta el 2002. También fue director del Departamento de Filología y Comunicación desde el 2009 hasta el 2012. 
Miembro de l’Institut de Llengua i Cultura Catalanes y director de l'Observatori de les Llengües d’Europa y de la Mediterrània (ODELLEUM). Ha impulsado varios debates de discusión científica e interdisciplinaria y des del 2009 es miembro numerario de la Secció Filològica de l’Institut d’Estudis Catalans. Ese mismo año recibió el premio Jaume Vicens Vives a la Calidad Universitaria concedido por la Generalidad de Cataluña
Sus inicios como investigador se anclan en una lingüística generativa incipiente. Gracias a ello, nace su tesis doctoral Aspectos de la subordinación en catalán actual: por una sintaxis abstracta  que dirigió José Manuel Blecua.

## Fondo Josep M. Nadal
La Biblioteca de la Universidad de Gerona tiene el honor de acoger la biblioteca personal del Dr. Josep M. Nadal, primer rector de esta Universidad y catedrático. Este fondo, del cual se han recibido 2.235 volúmenes, además de ejemplares de 62 revistas, es fruto de su larga trayectoria como investigador y profesor. Se trata de un fondo, especializado en el ámbito de la filología, con libros de fonética, lingüística, gramática, morfología, geografía lingüística, lingüística histórica, etc., así como otros sobre los aspectos sociales de las lenguas, comunicación y medios de comunicación, libros de crítica literaria y literatura. El fondo tiene una presencia muy importante de libros sobre lengua catalana y su historia.

## Una visión particular de la Historia del Lenguaje
Josep M. Nadal ha contribuido decisivamente a caracterizar la Historia del Lenguaje como una disciplina lingüística independiente. Junto con su grupo de investigación de Gerona, se ha enfocado en investigar en la historia de las lenguas desde una perspectiva interdisciplinaria  incorporando contribuciones procedentes del campo de la literatura, la historia social u otras disciplinas como la sociología, la psicología o la filosofía del lenguaje.
El equipo encabezado por Josep M. Nadal, por otro lado, se ha interesado por la historia de la lengua catalana, pero siempre en relación con otros procesos históricos que han sufrido las lenguas europeas, especialmente las lenguas romances. Además, se han preocupado por los aspectos teóricos y metodológicos, por lo que les han llevado a discutir cuestiones relacionadas con el concepto de lenguaje en sí y el papel desempeñado por disciplinas como la filología y la lingüística en la historia de las lenguas. Estas preguntas han centrado varios coloquios internacionales celebrados en Gerona con el lema Problemas y Métodos de la Historia del Lenguaje que, a lo largo de más de veinte años, han reunido a investigadores de renombre internacional como Alberto Varvaro, Bernard Cerquiglini, Sylvain Auroux, Francesco Bruni, John E. Joseph, José Antonio Pascual, Francesco Sabatini, Maria Leonor Carvalhão-Buescu, Paolo Trovato, Jean-Michel Eloy, Rosanna Sornicola, etc.

## Obra
- Història de la llengua catalana, vol. I. Dels inicis al segle XV, amb Modest Prats, Barcelona, Edicions 62, 1982, 534 p. ISBN 8429719040 (v. 1)
- Història de la llengua catalana, II. Segle XV, amb Modest Prats, Barcelona, Edicions 62, 1996, 601 p. ISBN 8429742336 (v. 2)
- Llengua escrita i llengua nacional, Barcelona, Edicions Quaderns Crema, 1993. ISBN 8477271062
- Las 1001 lenguas, Bellcaire de Ampurdán, Aresta, 2007, 150 p. ISBN 9788493594824
- La llengua sobre el paper, Gerona, CCG Edicions, 2005. ISBN 849644435X

## Algunos artículos recientes
- (2001) "Són les llengües semblants a les aigües del mar: normativa i història de la llengua", in Estudis de Filologia Catalana. 12 anys de l’Institut de Llengua i Cultura Catalanes, Publicacions Abadia de Montserrat, Barcelona, p. 9–27.
- (2005) "La llengua de dins i de fora de la caverna", in Glòria Claveria i Cristina Buenafuentes (eds.), Germà Colon: Les llengües romàniques juntes i contrastades, Cuadernos de Filología, 5, Universitat Autònoma de Barcelona, 2005, p. 51-68.
- (2005) "Llengua de veritat: repensar l'ortografia." El Llibre i la lectura: una revolució en la història de la humanitat (Actes del seminari del CUIMPB-CEL)/ in Joan Martí i Castell & Josep M. Mestres i Serra (ed.), Institut d'Estudis Catalans, Barcelona, p. 135-150, ISBN 978-84-7283-924-3.
- (2006) "La llengua 'normal'" in A. Ferrando i Miquel Nicolás (eds.), La configuració social de la norma lingüística a l’Europa Llatina, Symposia philologica, Alicante, p. 15-30, ISBN 84-7283-867-6.
- (2006) "Un home d’estrany e incògnit idioma: els mapes de les llengües", in Joan Martí & Josep M. Mestres (eds.), El català i la Unió Europea, Institut d’Estudis Catalans/CUIMP, Barcelona, p. 219- 234,ISBN 84-7283-867-6.
- (2006) "Les llengües en el naixement de l’Europa Moderna", in Actes del Tretzè Col.loqui Internacional de Llengua i Literatura Catalanes, Vol. I, Publicacions de l’Abadia de Montserrat, Barcelona, p. 43-63, ISBN 84-8415-845-4.

- (2007) "La llengua de veritat: repensar l’ortografia", dins Joan Martí i Josep M. Mestres (eds.), El llibre i la lectura: una revolució en la història de la humanitat, Institut d’Estudis Catalans / CUIMP, Barcelona, p. 150-170, ISBN 978-84-7283-924-3.
- (2007) "Llengua i construcció social", in Joan Martí & Josep M. Mestres (eds.), La multiculturalitat i les llengües, Institut d’Estudis Catalans / CUIMP, Barcelona, p. 157-170, ISBN 978-84-7283-897-0.
- (2007) "Mecanismos psicosociales implicados en la construcción narrativa de la identidad. Un diagnóstico sociopolítico, un enfoque teórico y una aproximación metodológica.", with M. Esteban and N. Vila Bricolage. Revista de estudiantes de Antropología Social y Geografía Humana, 14, México, p. 56-67, ISSN 1870-4573.
- (2008) "Malalts de llengua: llengües, fronteres, magnituds", in Jornades de la Secció Filològica de l’Institut d’Estudis Catalans a Banyoles, Institut d’Estudis Catalans, Barcelona, p. 51-70. ISBN 978-84-7283-973-1.
- (2009) "Languages and Frontiers. A question of Maps.", in M. Carme Junyent (ed.) Transferences. The Expression of Extra-linguistic Processes in the World's Languages, Eumo, Vic, p. 57-74. ISBN 9788497663526.
- (2012) "Des inventions nécessaires. Éloge de la linguistique.", in Josep M. Nadal & Anne-Marie Chabrolle (ed.). L'espace des langues. L'Harmattan, Paris.